# I'll Be Home for Christmas (EP)
| Đánh giá chuyên môn | Đánh giá chuyên môn |
| Nguồn đánh giá      | Nguồn đánh giá      |
| Nguồn               | Đánh giá            |
| ------------------- | ------------------- |
| FDRMX               | [ 1 ]               |

I'll Be Home for Christmas là một đĩa mở rộng với chủ đề Giáng sinh được phát hành thông qua hãng Epic vào ngày 24 tháng 11 năm 2014. Hai trong số những bài hát được thu âm, "I'll Be Home" của Meghan Trainor và "All I Want for Christmas Is You" của Fifth Harmony đã được phát hành thành các đĩa đơn vào ngày 17 tháng 11 năm 2014. Người chịu trách nhiệm sản xuất cho I'll Be Home for Christmas là nhà sản xuất L.A. Reid, và đây là đĩa mở rộng cho dịp nghỉ lễ đầu tiên của hãng Epic Records.

## Danh sách và thứ tự các bài hát
| STT              | Nhan đề                                                   | Sáng tác                            | {{{extra_column}}}                                 | Thời lượng |
| ---------------- | --------------------------------------------------------- | ----------------------------------- | -------------------------------------------------- | ---------- |
| 1.               | "All I Want for Christmas Is You" (Fifth Harmony)         | Mariah Carey, Walter Afanasieff     | Kevin Kadish                                       | 3:48       |
| 2.               | "I'll Be Home" (Meghan Trainor)                           | Trainor                             | Trainor                                            | 3:39       |
| 3.               | "Frosty the Snowman" (Fiona Apple)                        | Walter "Jack" Rollins, Steve Nelson | Jon Brion                                          | 2:10       |
| 4.               | "Sleigh Ride" (Tamar Braxton)                             | Leroy Anderson                      | Dernst "D'Mile" Emile II                           | 1:57       |
| 5.               | "Winter Song" (Sara Bareilles và Ingrid Michaelson)       | Sara Bareilles, Ingrid Michaelson   | John Alagía                                        | 4:26       |
| 6.               | "Noche De Paz" (Fifth Harmony)                            | Franz Xaver Gruber, Joseph Mohr     | Chris "Flict" Aparri, Claudia Brant, Sergio Aranda | 3:19       |
| 7.               | "I Want a Hippopotamus for Christmas" (A Great Big World) | John Rox                            | Chris Kuffner                                      | 2:20       |
| Tổng thời lượng: | Tổng thời lượng:                                          | Tổng thời lượng:                    | Tổng thời lượng:                                   | 21:39      |